# Andrew Feenberg
Andrew Feenberg (né en 1943), est un philosophe américain de la technique, ancien étudiant d'Herbert Marcuse. Après avoir enseigné aux États-Unis ainsi que dans de nombreuses universités dans le monde, il a été titulaire  de la Canadian Research Chair in Philosophy of Technology à la Simon Fraser University de Vancouver. Il a été également directeur de programme au Collège International de Philosophie à Paris.

## Publications

### Livres en anglais
- (en) Andrew Feenberg, Lukacs, Marx and the Sources of Critical Theory, Rowman and Littlefield, 1981 (réimpr. 1986).
- (en) Andrew Feenberg, Critical Theory of Technology, Oxford University Press, 1991.
- (en) Andrew Feenberg, Alternative Modernity, University of California Press, 1995.
- (en) Andrew Feenberg, Questioning Technology, Routledge, 1999.
- (en) Andrew Feenberg, Transforming Technology: A Critical Theory Revisited, Oxford University Press, 2002.
- (en) Andrew Feenberg, Heidegger and Marcuse: The Catastrophe and Redemption of History, Routledg, 2005.
- (en) Andrew Feenberg, Between Reason and Experience: Essays in Technology and Modernity, MIT Press, 2010.
- (en) Andrew Feenberg, The Philosophy of Praxis: Marx, Lukács and the Frankfurt School, Verso Press, 2014.

### Livres traduits en français
- (Re)Penser la Technique [« Questioning Technology »], La Découverte, 2004, 240 p. (ISBN 978-2-7071-4147-7, lire en ligne).
- Pour une théorie critique de la technique [« Between Reason and Experience: Essays in Technology and Modernity »]  (trad. de l'anglais), Montréal (Québec)/Arles, Lux, 2014, 464 p. (ISBN 978-2-89596-166-6)
- Philosophie de la praxis : Marx, Lukács et l'École de Francfort [« The Philosophy of Praxis: Marx, Lukács and the Frankfurt School »]  (trad. de l'anglais), Montréal (Québec)/Arles/impr. au Canada, Lux, 2016, 533 p. (ISBN 978-2-89596-215-1)

### Articles
- Andrew Feenberg, Reification and the Antinomies of Socialist Thought, Telos, hiver 1971, p. 93–118.
- Andrew Feenberg, Lukacs and the Critique of 'Orthodox' Marxism, vol. III, The Philosophical Forum, spring/summer 1972, chap. 3-4.
- Andrew Feenberg, Introduction to the Kosik-Sartre Exchange, Telos 25, fall 1975.
- Andrew Feenberg, Frederick J. et Fleron Jr., « Transition or Convergence: Communism and the Paradox of Development. », Technology & Communist Culture: The Socio-Cultural Impact of Technology under Socialism, New York, Praeger Publishers,‎ 1977.
- Andrew Feenberg, « Technology Transfer and Cultural Change in Communist Societies », Technology and Culture,‎ avril 1979, p. 348–354.
- Andrew Feenberg, « The Bias of Technology », Marcuse: Critical Theory and the Promise of Utopia, Bergin & Garvey Press,‎ 1987, p. 225–254.
- Andrew Feenberg, « A User's Guide to the Pragmatics of Computer Mediated Communication », Semiotica,‎ juillet 1989, p. 257–278.
- Andrew Feenberg, « The Ambivalence of Technology », Sociological Perspectives,‎ printemps 1990, p. 35–50.
- Andrew Feenberg et Yoko Arisaka, « Experiential Ontology: The Origins of the Nishida Philosophy in the Doctrine of Pure Experience », International Philosophical Quarterly,‎ juin 1990, p. 173–204.
- Andrew Feenberg, « From Information to Communication: the French Experience with Videotex », dans M. Lea, Contexts of Computer-Mediated Communication, Harvester-Wheatsheaf, 1992, p. 168–187.
- Andrew Feenberg, « Marcuse or Habermas: Two Critiques of Technology », Inquiry, no 39,‎ 1996, p. 45–70.
- Andrew Feenberg, « Reflections on the Distance Learning Controversy », The Canadian Journal of Communication, vol. 24, no 3,‎ 1999, p. 337-348.
- Andrew Feenberg, « From Essentialism to Constructivism: Philosophy of Technology at the Crossroads », dans E. Higgs, D.Strong et A. Light, Technology and the Good Life, Chicago: Univ. of Chicago Press, 2000, p. 294–315.
- Andrew Feenberg et Maria Bakardjieva, « The Online Community Debate: Citizens or Consumers? », Community in the Digital Age: Philosophy and Practice, Feenberg and Barney eds., Rowman and Littlefield,‎ 2004, p. 1–28.
- Andrew Feenberg, « Modernity Theory and Technology Studies: Reflections on Bridging the Gap », Modernity and Technology, MIT Press,‎ 2003, p. 73–104.
- Andrew Feenberg et Edward Hamilton, Technē, « The Technical Codes of Online Education », Journal of the Society for Philosophy and Technology,‎ fall 2005, 9:1, p. 94–123.
- Andrew Feenberg, « From the Critical Theory of Technology to the Rational Critique of Rationality », Social Epistemology, vol. 22, no 1,‎ january–march 2008, p. 5–28.
- Andrew Feenberg et Sara M. Grimes, « Rationalizing Play: A Critical Theory of Digital Gaming », Information Society Journal, vol. 25, no 2,‎ march–april 2009, p. 105–118.
- Andrew Feenberg, « Radical Philosophy of Technology: From Marx to Marcuse and Beyond », Radical Philosophy Review, vol. 12, nos 1/2,‎ 2009, p. 199–217.
- Andrew Feenberg, « La pensée de la technique : pour une approche humaniste : Entretien avec Pierre-Antoine Chardel. », Esprit,‎ décembre 2012, p. 49-64